# Oroszmokra
Oroszmokra (ukránul: Руська Мокра) település Ukrajnában, Kárpátalján, a Técsői járásban.

## Fekvése
A Máramarosi-havasokban, Kis-Tarac patak mellett, Németmokra és Királymező közt fekvő település.

## Története
A Dolhai család által telepített kenézi falut 1638-ban említette először oklevél. Később csak az 1715-1720-as összeírás említi újból. Lakossága valószínűleg elhagyta és csak a 18. században telepítették újból német és orosz telepesekkel. Ekkor már két település Oroszmokra és Németmokra néven.
1910-ben 952 lakosából 12 magyar, 343 német, 597 ruszin volt. Ebből 243 római katolikus, 600 görögkatolikus, 107 izraelita volt. A trianoni békeszerződés előtt Máramaros vármegye Taracvizi járásához tartozott.